# Mistrzostwa Europy w Lekkoatletyce 2010 – rzut oszczepem kobiet
Rzut oszczepem kobiet – jedna z konkurencji rozegranych podczas lekkoatletycznych mistrzostw Europy na Estadi Olímpic Lluís Companys w Barcelonie.
Eliminacje rzutu oszczepem odbyły się 27 lipca. Oszczepniczki były podzielone na dwie grupy eliminacyjne. Finał rozegrano na 29 lipca.

## Terminarz
| Data     | Godzina |            |
| -------- | ------- | ---------- |
| 27 lipca | 19:05   | Eliminacje |
| 29 lipca | 20:40   | Finał      |

## Rekordy
Tabela prezentuje rekord świata, Europy oraz czempionatu Starego Kontynentu, a także najlepsze rezultaty w Europy i na świecie w sezonie 2010 przed rozpoczęciem mistrzostw.
| Rekord świata            | Barbora Špotáková | 72.28 | Stuttgart | 12 września 2008 |
| Rekord Europy            | Barbora Špotáková | 72.28 | Stuttgart | 12 września 2008 |
| Rekord mistrzostw Europy | Mirela Manjani    | 67.47 | Monachium | 8 sierpnia 2002  |
| Listy światowe           | Marija Abakumowa  | 68.89 | Doha      | 14 maja 2010     |
| Listy europejskie        | Marija Abakumowa  | 68.89 | Doha      | 14 maja 2010     |

## Rezultaty
| Poz. – pozycja \| CR – rekord mistrzostw \| NR – rekord kraju \| PB – rekord życiowy \| DNS – nie wystartowała |
| SB – najlepszy wynik w sezonie \| X – próba spalona \| – – pominięcie próby \| NM – niezaliczenie żadnej próby |
| * wyniki podawane w metrach                                                                                    |

### Eliminacje
Do zawodów przystąpi 21 zawodniczek z 15 krajów. Oszczepniczki w rundzie eliminacyjnej zostały podzielone na 2 grupy: A i B. Aby dostać się do finału, w którym startować będzie 12 zawodniczek, należało rzucić co najmniej 59,50 m (Q). W przypadku gdyby rezultat ten osiągnęła mniejsza liczba miotaczek lub gdyby żadna ze startujących nie uzyskała minimum, kryterium awansu będą najlepsze wyniki uzyskane przez startujące (q).
| Pozycja | Grupa | Zawodniczka            | Reprezentacja | #1    | #2    | #3    | Rezultat | Uwagi |
| ------- | ----- | ---------------------- | ------------- | ----- | ----- | ----- | -------- | ----- |
| 1       | B     | Barbora Špotáková      | Czechy        | 65.56 | –     | –     | 65.56    | Q     |
| 2       | A     | Christina Obergföll    | Niemcy        | 65.05 | –     | –     | 65.05    | Q     |
| 3       | A     | Marija Abakumowa       | Rosja         | X     | 56.15 | 62.52 | 62.52    | Q     |
| 4       | B     | Martina Ratej          | Słowenia      | 61.92 | –     | –     | 61.92    | Q     |
| 5       | A     | Katharina Molitor      | Niemcy        | 59.74 | –     | –     | 59.74    | Q     |
| 6       | A     | Madara Palameika       | Łotwa         | 58.06 | 53.82 | 58.85 | 58.85    | q     |
| 7       | A     | Jarmila Klimešová      | Czechy        | 52.26 | 51.57 | 58.45 | 58.45    | q     |
| 8       | B     | Linda Stahl            | Niemcy        | X     | 57.42 | X     | 57.42    | q     |
| 9       | B     | Tatjana Jelača         | Serbia        | 53.64 | 52.07 | 56.89 | 56.89    | q     |
| 10      | B     | Mercedes Chilla        | Hiszpania     | 56.78 | X     | X     | 56.78    | q     |
| 11      | A     | Zahra Bani             | Włochy        | 56.68 | X     | 52.19 | 56.68    | q     |
| 12      | B     | Ásdís Hjálmsdóttir     | Islandia      | 49.47 | 51.55 | 56.55 | 56.55    | q     |
| 13      | B     | Sinta Ozoliņa-Kovala   | Łotwa         | 53.99 | X     | 56.11 | 56.11    |       |
| 14      | B     | Bregje Crolla          | Holandia      | 55.82 | 51.95 | 55.33 | 55.82    |       |
| 15      | B     | Maria Negoiță          | Rumunia       | 55.68 | 54.49 | 55.34 | 55.68    |       |
| 16      | B     | Elisabeth Pauer        | Austria       | 53.45 | X     | 53.02 | 53.45    |       |
| 17      | A     | Wira Rebryk            | Ukraina       | X     | 52.31 | 51.09 | 52.31    |       |
| 18      | A     | Felicia Ţilea-Moldovan | Rumunia       | X     | X     | 46.51 | 46.51    |       |
| 19      | A     | Evelien Dekkers        | Holandia      | X     | X     | 46.37 | 46.37    |       |
|         | A     | Oona Sormunen          | Finlandia     | X     | X     | X     | NM       |       |
|         | A     | Sávva Líka             | Grecja        | –     | –     | –     | DNS      |       |

### Finał
| Poz. | Zawodniczka         | Reprezentacja | #1    | #2    | #3    | #4    | #5    | #6    | Rezultat | Uwagi |
| ---- | ------------------- | ------------- | ----- | ----- | ----- | ----- | ----- | ----- | -------- | ----- |
|      | Linda Stahl         | Niemcy        | 60.36 | 57.31 | 63.17 | x     | 66.81 | 64.13 | 66.81    | PB    |
|      | Christina Obergföll | Niemcy        | 61.46 | 64.12 | 63.76 | 62.78 | 65.58 | x     | 65.58    |       |
|      | Barbora Špotáková   | Czechy        | 65.36 | 62.89 | x     | x     | 65.09 | x     | 65.36    |       |
| 4    | Katharina Molitor   | Niemcy        | 61.44 | 59.69 | 58.45 | x     | x     | 63.81 | 63.81    |       |
| 5    | Marija Abakumowa    | Rosja         | 60.87 | 61.46 | 58.79 | 61.18 | x     | x     | 61.46    |       |
| 6    | Mercedes Chilla     | Hiszpania     | 57.82 | 61.40 | x     | 61.37 | 58.38 | 60.99 | 61.40    |       |
| 7    | Martina Ratej       | Słowenia      | 60.08 | x     | x     | 60.71 | x     | 60.99 | 60.99    |       |
| 8    | Madara Palameika    | Łotwa         | 55.22 | 53.44 | 59.70 | 57.76 | 60.78 | x     | 60.78    |       |
| 9    | Jarmila Klimešová   | Czechy        | 56.37 | 56.50 | x     |       |       |       | 56.50    |       |
| 10   | Ásdís Hjálmsdóttir  | Islandia      | x     | 54.32 | 52.32 |       |       |       | 54.32    |       |
| 11   | Zahra Bani          | Włochy        | 51.70 | x     | 53.67 |       |       |       | 53.67    |       |
| 12   | Tatjana Jelača      | Serbia        | x     | 45.99 | 52.13 |       |       |       | 52.13    |       |